# ماركوس لوكاس
ماركوس لوكاس (بالإنجليزية: Marcus Lucas)‏ هو لاعب كرة قدم أمريكية أمريكي، ولد في 1 مارس 1992 في ليبرتي في الولايات المتحدة.

## وصلات خارجية
- ماركوس لوكاس على موقع مرجع كرة القدم المحترفة.كوم (الإنجليزية)
- ماركوس لوكاس على موقع كلية كرة القدم في سبورتس رفرنس.كوم (الإنجليزية)